# Frans Eemil Sillanpää

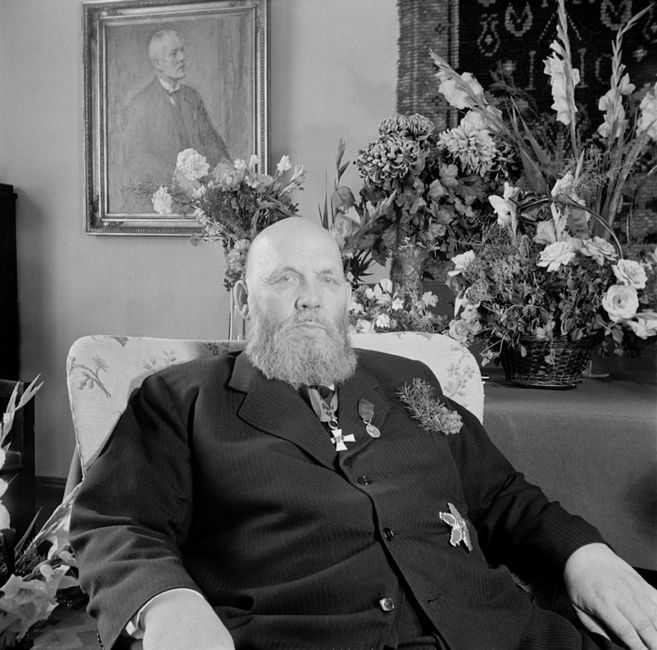
Frans Eemil Sillanpää

Frans Eemil Sillanpää (16. září 1888 Hämeenkyrö – 3. června 1964 Helsinky) byl finský spisovatel, nositel Nobelovy ceny za literaturu za rok 1939.

## Život
Narodil se jako třetí dítě v chudé rolnické rodině. Již v raném dětství znal desítky starých finských pohádek, a protože měl bohatou fantazii, dále je měnil a rozvíjel. V rodné vesnici začal navštěvovat církevní školu, jedinou, která tam byla. S pomocí vlivných a bohatých krajanů mohli rodiče poslat Franse na střední školu do Tampere a roku 1908 na univerzitu v Helsinkách, kde studoval biologii na přírodovědecké fakultě. Seznámil se zde s učením německého přírodovědce, zoologa a filozofa Ernsta Heinricha Haeckela, jehož přírodovědný monismus se stal jedním z pilířů osobitého umělcova životního názoru. V Helsinkách se Sillanpää rovněž seznámil s malíři Eerem Järnefeltem, Pekkou Halonenem, hudebním skladatelem Jeanem Sibeliem a spisovatelem Juhanim Ahem. Studia ukončil v roce 1913 a nadále se věnoval jen spisovatelské tvorbě, překladatelství a publicistice. V roce 1914 cestoval po Dánsku a Švédsku a psal články pro noviny Uusi Suometar. V roce 1916 se Sillanpää oženil se služkou Sigrid Mariou Salomäkiovou, se kterou měl osm dětí.
Jeho literárním dílo vyrostlo z jeho novoromantického názoru na život, z okouzlení severskou přírodou a ze starých příběhů, legend a pověstí, které mu v jeho rodném kraji vyprávěli různí pamětníci. Již jeho první román z roku 1916 Život a slunce se vyznačoval uměleckou vyspělostí, kterou v řadě svých dalších knih ještě prohloubil. Ve svých prózách, zahrnujících pohádky, fejetony, eseje, povídky, novely a romány, jako první z finských autorů zachytil na pozadí bohatého děje přírodní lyriku bez metafor a symbolismu. Od samého počátku usiloval o to, aby realitu toho, co viděl kolem sebe, prezentoval v naprosto pravdivé a úplné podobě, co do možná nejmenšího, třebas i ošklivého detailu. Na tomto základě pak líčil paralely mezi lidským životem a koloběhem přírody. Ve svém románě Zbožná bída (1919) jako první z finských umělců odsoudil násilí bratrovražedné občanské války, ke které došlo ve Finsku v letech 1917-1918. V dalších jeho dílech se objevují náznaky fatalismu, víra v podvědomí a v rozhodující úlohu vnitřního života každého jedince. Čas proto Sillanpää chápal v duchu učení Henriho Bergsona, dalšího svého vzoru, jako čas vnitřní, v němž lze v jediném dni či v několika letních nocích prožít celý román.
Mezinárodně se Sillanpää proslavil románem Umírala mladičká z roku 1931, ve kterém je tolik bezprostřednosti, citu, sugestivního vypravěčského umění a vroucnosti, jež i ve finské literatuře, která je právě těmito prvky tradičně bohatá, zněly nově. V roce 1934 se stal členem PEN klubu, o dva roky později získal čestný doktorát na univerzitě v Helsinkách a roku 1939 mu byla udělena Nobelova cena za literaturu „za hluboké pochopení a vynikající stylistické umění, s nímž líčil život prostého lidu své země a finskou přírodu v jejich vzájemných vztazích“ (citace z odůvodnění Švédské akademie).
V předvečer druhé světové války zveřejnil Sillanpää svůj slavný Vánoční dopis diktátorům určený Hitlerovi, Mussolinimu a Stalinovi, končící často citovanou větou: „Vaše moc totiž nesahá nad prach země“. Následkem toho byly v Německu jeho knihy staženy z prodeje a doma byl zesměšňován radikálními pravicovými kruhy. Většinu války pak prožil ve Švédsku.
Po skončení války Sillanpää vydal již jen dvě knihy vzpomínek. Svými vánočními fejetony, s nimiž v padesátých letech pravidelně vystupoval v rozhlase, však položil základ žánru rozhlasové povídky. Sillanpää zemřel roku 1964 v Helsinkách jako jeden z nejvýznamnějších finských spisovatelů 20. století. Byla po něm také pojmenována planetka (1446) Sillanpää, kterou objevil slavný finský astronom a fyzik Yrjö Väisälä.

## Dílo
- Elämä ja aurinko (1916, Život a slunce), autorova románová prvotina, příběh milostného trojúhelníku, ve kterém se již objevuje pro něj tradiční téma venkovského prostředí a jeho přírody.
- Ihmislapsia elämän saatossa (1917, Děti lidstva v procesí života), sbírka povídek,
- Hurkas kurjuus (1919, Zbožná bída), román, ve kterém autor odsoudil násilí bratrovražedné občanské války, ke které došlo ve Finsku v letech 1917–1918. Pasáže, které popisují represálie ze strany bělogvardějců, byly z knihy cenzurou odstraněny a poprvé publikovány až roku 1929.
- Rakas isänmaani (1919, Moje drahá vlast), sbírka povídek,
- Hiltu ja Ragnar (1923, Hiltu a Ragnar), sbírka povídek o lásce mladíka ze zámožné rodiny ke služce, která končí její sebevraždou.
- Maan tasalta (1924, Z úrovně země), sbírka povídek,
- Nuorena nukkunut (1931, Umírala mladičká), nejslavnější autorův román, ve kterém Sillanpää líčí úpadek selského rodu, vrcholící tragickým příběhem dcery posledního hospodáře, která umírá jako mladičká služka, osiřelá a v bídě. Její otec jí připravil krásné dětství, které je vrcholem jejího života. Po jeho smrti odchází dívka do služby na cizí statky, prožívá otřesné zážitky nedaleké fronty první světové války, je opuštěna svým milým a chřadne na následky plicní nemoci.
- Miehen tie (1932, Mužova cesta), román, příběh mladého muže, který prochází cestou mladistvého hledání a chyb.
- Virran pohjalta (1933, Ze dna řeky), sbírka povídek,
- Ihmiset suviyössä, (1934, Lidé v letní noci), básnický román, ve kterém se autor vyznává ze své víry v jedinečnost lidských osudů, v sepětí lidí a přírody, v identitu lidských a přírodních zákonů.
- Elokuu (1941, Srpen), román ve kterém autor umělecky vyjádřil svou teorii o nespoutanosti lidských citů a vášní.
- Ihmiselon ihanuus ja kurjuus (1945, Nádhera a bída lidského života), nedokončený autobiografický román vyjadřující zklamání ze života a nostalgii na ztraceným mládím a ideály.
- Poika eli elämäänsä (1953, Chlapec žil svůj život), vzpomínky na dětství.
- Kerron ja kuvailen (1954, Vyprávím a popisuji), vzpomínky na mládí.

## Filmové adaptace
- Nuorena nukkunut (1937, Umírala mladičká), Finsko, režie Teuvo Tulio,
- Miehen tie (1940, Mužova cesta), Finsko, režie Hugo Hytönen a Nyrki Tapiovaara,
- Ihmiset suviyöwsä, (1948, Lidé v letní noci), Finsko, režie Valentin Vaala,
- Poika eli elämäänsä (1955, Chlapec žil svůj život), Finsko, režie Roland af Hällström,
- Silja (1956), Finsko, režie Jack Witikka, podle románu Umírala mladičká,
- Elokuu (1956, Srpen), Finsko, režie Matti Kassila,
- Ihmiselon ihanuus ja kurjuus (1988, Nádhera a bída lidského života), Finsko, režie Matti Kassila,
- Hiltu ja Ragnar (1988, Hiltu a Ragnar), Finsko, režie Eija-Elina Bergholm, televizní film.

## Česká vydání
- Lidé v letní noci, F. Topič, Praha 1940, přeložil Alois Šikl.
- Srpen, F. Topič, Praha 1943, přeložil Vladimír Skalička,
- Umírala mladičká, F. Topič, Praha 1937, přeložil Alois Šikl, znovu 1939, 1940, 1941, 1946 a Práce, Praha 1969.
- Malá Silja (ukázka z Umírala mladičká - Nuorena nukkunut). In PALLAS, Gustav. Severské literatury nové doby. Anthologie nové doby. Státní nakladatelství, Praha 1939 (2. vyd. 1946), s. 199–206.
- Deset z týdne, Lidové noviny 47, 1939, 581, s. 5.
- Matky a děti (Emot ja poikaset), Venkov 35, 1940, 127, příl. Neděle Venkova, s. 2. Přel. K. V. Rypáček.
- Vánoční dopis diktátorům (Joulukirje diktaattoreille). In Frans Eemil Sillanpää. Ke 49. pořadu cyklu Laureáti Nobelovy ceny. Mahenův památník, Brno 2011, s. 17–18. Přel. Lucie Hradecká, Lucie Kuchařová, Adéla Miklasová, Kateřina Nováková.
- Velikonoční ráno (ze sbírky Töllinmäki). In Frans Eemil Sillanpää. Ke 49. pořadu cyklu Laureáti Nobelovy ceny. Mahenův památník, Brno 2011, s. 1–2. Přel. Lucie Hradecká, Lucie Kuchařová, Adéla Miklasová, Kateřina Nováková.